# Canossagang
Canossagang er et udtryk, der bruges, når nogen må ydmyge sig: gå canossagang eller bodsgang.
Udtrykket stammer fra januar 1077, hvor den tysk-romerske kejser Henrik 4. måtte begive sig til grevinde Mathilda af Toscanas borg Canossa, hvor pave Gregor 7. opholdt sig, knæle i sneen og bede om tilgivelse for de overgreb mod den katolske kirke, der havde ført til kejserens ekskommunikation. Der gik tre dage fra 25. januar til 28. januar, før paven "tilgav" ham - og dermed markerede sin magt over en verdslig hersker.